# Andrew Luck
Andrew Austen Luck (* 12. September 1989 in Washington, D.C.) ist ein ehemaliger US-amerikanischer American-Football-Spieler auf der Position des Quarterbacks. Er spielte für die Indianapolis Colts in der National Football League (NFL). Andrew Luck ist der Sohn des ehemaligen Quarterbacks Oliver Luck, der von 1982 bis 1986 für die Houston Oilers in der NFL spielte.

## Frühe Jahre
Lucks Vater, Oliver Luck, war zu Lucks Kindertagen Commissioner der NFL Europe. Deshalb wuchs Andrew Luck zunächst in Frankfurt am Main in Deutschland auf und besuchte dort eine internationale Schule. Später zog die Familie nach London in Großbritannien um, bevor sie nach dem Ende der Commissioner-Tätigkeit des Vaters in die Vereinigten Staaten nach Texas zurückkehrte.

### Highschool
Luck besuchte die Stratford High School in Houston, Texas. Dort warf er Pässe für einen Raumgewinn von 7.139 Yards und 53 Touchdowns. Zudem erzielte er 2.085 Yards im Laufspiel.
Nach der Highschool ging Luck auf die Stanford University, wo zu dieser Zeit der spätere Head Coach der San Francisco 49ers, Jim Harbaugh, Trainer war. Harbaugh überzeugte Luck, nach Stanford zu gehen und sich somit gegen zahlreiche andere Universitäten, wie zum Beispiel die Oklahoma State University oder die University of Virginia, zu entscheiden.

## College
In seiner ersten Saison 2008 war Luck nur der zweite Mann hinter Starting-Quarterback Tavita Pritchard.
In der Saison 2009, seiner zweiten im College Football, verdrängte er Pritchard als Starting-Quarterback und erreichte mit dem Stanford Cardinal den Sun Bowl. Dieser ging allerdings gegen die Oklahoma Sooners mit 31 zu 27 verloren.
In der folgenden Saison entwickelte sich Luck zu einem der besten College-Football-Quarterbacks der National Collegiate Athletic Association (NCAA) und erreichte mit seiner Mannschaft den Orange Bowl, den sie mit 40 zu 12 gegen die Virginia Tech Hokies gewannen. Dabei wurde Luck zum Spieler der Partie gekürt.
In seiner vierten und letzten Saison am College spielte Luck mit dem Cardinal im Fiesta Bowl, den sie allerdings mit 38 zu 41 gegen die Oklahoma State Cowboys verloren. Dennoch wurde Andrew Luck zusammen mit Justin Blackmon als Offensive MVP ausgezeichnet.

## NFL

### NFL Draft
Im NFL Draft 2012 wurde Luck, wie schon davor prophezeit, in Runde eins an erster Stelle von den Indianapolis Colts ausgewählt. Nachdem klar war, dass sie Luck draften würden, wurde der langjährige Quarterback Peyton Manning von den Colts entlassen. Manning war die gesamte Saison 2011 aufgrund einer Verletzung am Nacken außer Gefecht gesetzt, woraufhin die Colts von ihren 16 Partien nur zwei gewinnen konnten.

### Indianapolis Colts

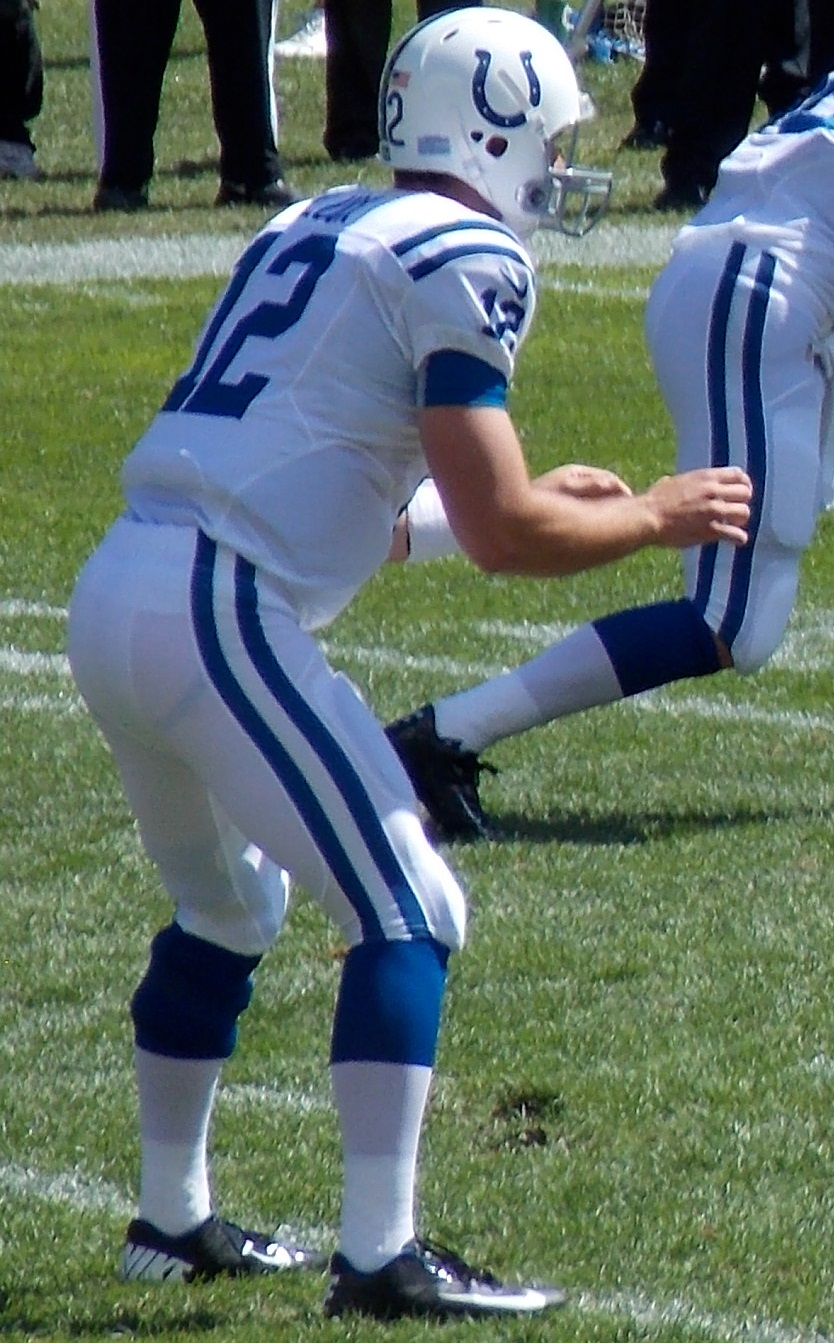
Luck in seinem NFL-Debüt gegen die Chicago Bears

Am 19. Juli 2012 unterzeichnete Luck einen Vierjahresvertrag über die Summe von 22,1 Millionen US-Dollar.
Am 7. Oktober drehten die Colts gegen die Green Bay Packers einen 3:21-Halbzeitstand in einen 30:27-Sieg. Es gelang zuvor nur drei anderen Rookie-Starting-Quarterbacks seit 1960, einen Halbzeitrückstand von 18 Punkten oder mehr noch zu drehen (John Elway, Denver Broncos gegen die Indianapolis Colts 1983; Vince Young, Tennessee Titans gegen die New York Giants 2006; Matthew Stafford, Detroit Lions gegen die Cleveland Browns 2009). Am 4. November 2012, dem 9. Spieltag der Saison, besiegten die Indianapolis Colts die Miami Dolphins 23:20. Luck warf Pässe für 433 Yards. Damit brach er den NFL-Rekord für einen Rookie-Quarterback. Cam Newton erzielte im Jahr zuvor 432 Yards. Fünf Wochen vor Luck verpasste der Quarterback der Dolphins, Ryan Tannehill, den neuen Rekord mit 431 Yards gegen die Arizona Cardinals knapp. Mit den 290 Yards, die Tannehill im Spiel gegen die Colts erreichte, konnten er und Luck mit 723 Yards einen NFL-Rekord für erzielte Yards durch Rookie-Quarterbacks aufstellen. Ed Rubbert von den Washington Redskins und Shawn Halloran von den St. Louis Cardinals hielten seit 1987 mit 592 Yards die Bestmarke. Mit konstant guten Leistungen führte Luck die Colts mit einer Bilanz von 11:5-Siegen auf Anhieb in die Play-offs.
Seine 4.347 erworfenen Yards bedeuteten einen neuen NFL-Rookie-Rekord.
In der Saison 2013 erreichte er mit den Colts abermals die Play-offs. Die Regular Season endete für Luck mit 3.822 Yards im Passspiel, 23 Touchdowns, neun Interceptions und einem Quarterback Rating von 87,0.
In der Saison 2015 war Luck sehr verletzungsgeplagt. Er erlitt unter anderem zur Mitte der Saison ein Abdominaltrauma, verletzte sich dabei Bauchmuskel und Niere und verpasste ab dem elften Spieltag den Rest der Saison. Insgesamt fehlte er damit in sieben Spielen.
Am 29. Juni 2016 unterschrieb Luck bei den Colts einen Sechsjahresvertrag mit einem Gehalt von 140 Mio. US-Dollar. In der folgenden Saison warf Andrew Luck für 4.240 Yards, 31 Touchdowns und 13 Interceptions. Er führte die Indianapolis Colts zu acht  Siegen und acht Niederlagen, mit welchen sie die Play-offs jedoch verpassten.
Aufgrund einer Verletzung seiner rechten Wurfschulter, welche ihm schon seit 2015 Sorgen bereitete, entschied sich Luck, diese in der Off-Season operieren zu lassen. Wie von ihm und seinen Trainern erwartet, verpasste er nach der Operation das Trainingscamp und die Preseason. Trotz der Schonung vollzog sich Lucks Heilungsprozess zu langsam, um zu Beginn der Saison 2017 wieder vollständig genesen und spielfähig zu sein.
Während Lucks Abwesenheit übernahmen sein Ersatzmann Scott Tolzien und der von den New England Patriots via Spielertausch gekommene Jacoby Brissett seine Rolle als Starter bei den Colts. Im Laufe der Saison wurde es immer offensichtlicher, dass es Andrew Luck in diesem Jahr nicht mehr auf das Feld schaffen würde, weshalb ihn die Indianapolis Colts am 2. November auf die Injured Reserve List setzten. Durch diesen Schritt war die Saison für Andrew Luck zu Ende.
Mit der zusätzlich gewonnenen Zeit und einigen weiteren Behandlungen in Europa gelang es Luck, seine Schulter soweit auszuheilen, dass er 2018 schon in Woche 1 wieder als Starter auf dem Feld stand. Nach einem katastrophalen Start, bei welchem sie aus den ersten sechs Spielen nur ein einziges gewinnen konnten, schafften es Andrew Luck und die Colts unter dem zu Beginn der Saison neu eingestellten Cheftrainer Frank Reich, das Ruder herumzureißen und gewannen neun der verbliebenen zehn Spiele. Mit dem Sieg gegen die Tennessee Titans in Woche 17 sicherten sie sich die Play-offs.
Im August 2019 verkündete er auf einer Pressekonferenz seinen Rücktritt. Als Grund nannte er die ständig wiederkehrenden Verletzungsprobleme der letzten Jahre.

### NFL-Karrierestatistik
| 2012            | IND    | 339–627         | 54,1            | 4.374           | 23              | 18              | 76,5            |                 |                 |                 |                 |                 |                 |                 |                 |                 |                 |                 |                 |                 |                 |                 |                 |                 |                 |                 |                 |                 |                 |                 |                 |                 |                 |
| 2013            | IND    | 343–570         | 60,2            | 3.822           | 23              | 9               | 87,0            |                 |                 |                 |                 |                 |                 |                 |                 |                 |                 |                 |                 |                 |                 |                 |                 |                 |                 |                 |                 |                 |                 |                 |                 |                 |                 |
| 2014            | IND    | 380–616         | 61,7            | 4.761           | 40              | 16              | 96,5            |                 |                 |                 |                 |                 |                 |                 |                 |                 |                 |                 |                 |                 |                 |                 |                 |                 |                 |                 |                 |                 |                 |                 |                 |                 |                 |
| 2015            | IND    | 162–293         | 55,3            | 1.881           | 15              | 12              | 74,9            |                 |                 |                 |                 |                 |                 |                 |                 |                 |                 |                 |                 |                 |                 |                 |                 |                 |                 |                 |                 |                 |                 |                 |                 |                 |                 |
| 2016            | IND    | 346–545         | 63,5            | 4.240           | 31              | 13              | 96,4            |                 |                 |                 |                 |                 |                 |                 |                 |                 |                 |                 |                 |                 |                 |                 |                 |                 |                 |                 |                 |                 |                 |                 |                 |                 |                 |
| 2017            | IND    | Injured reserve | Injured reserve | Injured reserve | Injured reserve | Injured reserve | Injured reserve | Injured reserve | Injured reserve | Injured reserve | Injured reserve | Injured reserve | Injured reserve | Injured reserve | Injured reserve | Injured reserve | Injured reserve | Injured reserve | Injured reserve | Injured reserve | Injured reserve | Injured reserve | Injured reserve | Injured reserve | Injured reserve | Injured reserve | Injured reserve | Injured reserve | Injured reserve | Injured reserve | Injured reserve | Injured reserve | Injured reserve |
| 2018            | IND    | 430–639         | 67,3            | 4.593           | 39              | 15              | 98,7            |                 |                 |                 |                 |                 |                 |                 |                 |                 |                 |                 |                 |                 |                 |                 |                 |                 |                 |                 |                 |                 |                 |                 |                 |                 |                 |
| Gesamt          | Gesamt | 2.000–3.290     | 60,8            | 23.671          | 171             | 83              | 89,5            |                 |                 |                 |                 |                 |                 |                 |                 |                 |                 |                 |                 |                 |                 |                 |                 |                 |                 |                 |                 |                 |                 |                 |                 |                 |                 |
| Quelle: NFL.com |        |                 |                 |                 |                 |                 |                 |                 |                 |                 |                 |                 |                 |                 |                 |                 |                 |                 |                 |                 |                 |                 |                 |                 |                 |                 |                 |                 |                 |                 |                 |                 |                 |